# Ф. М.
«Ф. М.» — роман в двух томах Бориса Акунина из серии «Приключения магистра». В России вышел 20 мая 2006 года. Тираж романа на январь 2010 года составил 1 226 000 экземпляров.
Как рассказывает сам Акунин, на эту книгу его сподвигло соперничество с Дэном Брауном, написавшим «Код да Винчи»:

В новом романе, «Ф. М.», я поразвлекся, передразнивая Дэна Брауна, там это видно невооружённым глазом. Я вообще хотел сначала написать роман, который назывался бы «Код картины „Утро в сосновом лесу“», чтобы все изучали мишек и разглядывали пеньки, но потом решил, что в «Преступление и наказание» играть интересней.

## Сюжет
«Ф. М.» повествует о приключениях Николаса Фандорина, внука героя другой серии романов Акунина — Эраста Петровича Фандорина. Николас — англичанин, поселившийся в России и открывший собственное консалтинговое агентство «Страна советов». Ему случайно попадается часть ранее неизвестной рукописи Ф. М. Достоевского (потерянный вариант «Преступления и наказания»). Николас устремляется на поиски всей рукописи, а также некоего старинного перстня (П.П.П.), возможно когда-то принадлежавшего Достоевскому. Ему противостоит необычный и ловкий соперник, предстающий в самых различных обличьях: Человека-паука, чёрта, Красной Шапочки, персонажа аниме «InuYasha» и др.
В конце романа автор предлагает дополнительные материалы, в которых раскрывает многие нюансы и неоднозначные моменты произведения. В сюжете романа содержится загадка, разгадав которую, читатель мог получить золотой перстень. Условия конкурса описаны в заключительной части. конкурс закончился, загадку полностью никому не удалось отгадать. Читатели онлайн голосованием решили продать перстень на аукционе, что и было сделано, а вырученные деньги пошли на лечение больных детей. После окончания конкурса с перстнем «П.П.П.» последующие издания романа должны выходить без упоминания об этой детали сюжета.